# Le calde notti di Lady Hamilton
Le calde notti di Lady Hamilton è un film del 1968 diretto da Christian-Jaque ed interpretato da Michèle Mercier, Richard Johnson e John Mills. Il film è parzialmente basato sul romanzo La Sanfelice di Alexandre Dumas ed è incentrato sulla storia d'amore tra Emma Hamilton e Horatio Nelson.

## Trama
Emma Lyon, giovane pastorella inglese, viene portata a Londra dal pittore George Romney che la vuole come sua modella. Desiderosa di diventare nobile, Emma abbandona Rommey per accettare la corte dei più importanti membri dell'alta società londinese. Tornata a lavorare con Romney, quest'ultimo le presenta Charles Francis Greville, giovane nobile intenzionato a sposarla, ma Emma lo rifiuta per accettare invece la proposta di matrimonio dello zio di questi, lord William Hamilton, ambasciatore inglese presso il regno di Napoli.
A Napoli, Lady Hamilton divenne intima amica della regina Carolina ed ha modo di conoscere l'ammiraglio Horatio Nelson, eroe della Battaglia di Abukir, di cui diventa presto l'amante. La rivoluzione napoletana costringe lord Hamilton e la moglie a fare ritorno a Londra dove l'anziano lord muore ed Emma partorisce una bambina, frutto del suo amore con Nelson. La storia d'amore tra Emma e Nelson continua fino a quando l'ammiraglio è costretto a partire per combattere nella battaglia di Trafalgar dove però perderà la vita.

## Errori
- Il film, ambientato nel 1804, mostra il Big Ben, la cui costruzione ebbe inizio nel 1834.
- In una scena del film, ambientato nel 1804, la regina di Napoli riceve la notizia che sua sorella, Maria Antonietta, è stata ghigliottinata 2 giorni prima. In realtà la regina Maria Antonietta venne ghigliottinata nel 1793.